# Chevy 500 2004
Chevy 500 2004 var ett race som var den sextonde och sista deltävlingen i IndyCar Series 2004. Racet kördes den 17 oktober på Texas Motor Speedway. Hélio Castroneves markerade att Toyota hade fått fart på sina motorer, genom att ta Marlboro Team Penskes första seger sedan premiären på Homestead. Mästaren Tony Kanaan avslutade med ännu en andraplats, medan Dan Wheldon tog sin nionde tredjeplats för säsongen, vilket räckte till en sammanlagd andraplats.

## Slutresultat
| Plats | Förare            | Team                     | Grid | Kvaltid |
| ----- | ----------------- | ------------------------ | ---- | ------- |
| 1     | Hélio Castroneves | Marlboro Team Penske     | 1    | 24,250  |
| 2     | Tony Kanaan       | Andretti Green Racing    | 10   | 24,579  |
| 3     | Dan Wheldon       | Andretti Green Racing    | 8    | 24,545  |
| 4     | Vitor Meira       | Rahal Letterman Racing   | 4    | 24,440  |
| 5     | Adrián Fernández  | Fernández Racing         | 12   | 24,596  |
| 6     | Scott Dixon       | Chip Ganassi Racing      | 6    | 24,481  |
| 7     | Mark Taylor       | Access Motorsports       | 17   | 24,669  |
| 8     | Scott Sharp       | Kelley Racing            | 16   | 24,642  |
| 9     | Townsend Bell     | Panther Racing           | 13   | 24,598  |
| 10    | A.J. Foyt IV      | A.J. Foyt Enterprises    | 14   | 24,608  |
| 11    | Felipe Giaffone   | Dreyer & Reinbold Racing | 21   | 25,025  |
| 12    | Tora Takagi       | Mo Nunn Racing           | 19   | 24,791  |
| 13    | Tomáš Enge        | Patrick Racing           | 18   | 24,790  |
| 14    | Alex Barron       | Cheever Racing           | 11   | 24,585  |
| 15    | Dario Franchitti  | Andretti Green Racing    | 9    | 24,566  |
| 16    | Bryan Herta       | Andretti Green Racing    | 7    | 24,513  |
| 17    | Sam Hornish Jr.   | Marlboro Team Penske     | 3    | 24,351  |
| 18    | Tomas Scheckter   | Panther Racing           | 2    | 24,269  |
| 19    | Kosuke Matsuura   | Fernández Racing         | 15   | 24,624  |
| 20    | Buddy Rice        | Rahal Letterman Racing   | 5    | 24,454  |
| 21    | Ed Carpenter      | Cheever Racing           | 20   | 24,842  |